# فيليب موريارتي
فيليب موريارتي (بالإنجليزية: Philip Moriarty)‏ هو فيزيائي وباحث بريطاني، ولد في 1968 في لندن في المملكة المتحدة.